# This Is Me… Then
This Is Me… Then — третий студийный альбом в американской актрисы и певицы Дженнифер Лопес, выпущенный в 2002 году. Мировые продажи альбома составили 6 000 000 экземпляров.
Песня «Dear Ben» является посвящением тогдашнему спутнику жизни Лопес, актёру Бену Аффлеку.

## Коммерческий успех
Альбом дебютировал в американском хит-параде под номером 6 (всего за первую неделю продаж в США разошлось около 314 000 экземпляров данной записи). «This Is Me… Then» не покидал список 200 самых популярных альбомов страны в течение 40 недель. В общей сложности в Соединённых Штатах было реализовано 2 500 000 копий «This Is Me… Then».
В Великобритании альбом дебютировал на 14-й позиции национального хит-парада и не покидал список 75 самых популярных альбомов страны в течение 34 недель.

## Отзывы критиков
Сайт Metacritic просуммировал оценки девяти рецензий на альбом в музыкальной прессе и выставил ему рейтинг в 52 балла из 100.

## Список композиций
1. «Still» — 3:40
2. «Loving You» — 3:45
3. «I’m Glad» — 3:42
4. «The One» — 3:36
5. «Dear Ben» — 3:14
6. «All I Have» (featuring LL Cool J) — 4:14
7. «Jenny from the Block» (featuring Styles P and Jadakiss) — 3:08
8. «Again» — 5:47
9. «You Belong to Me» — 3:30
10. «I’ve Been Thinkin'» — 4:41
11. «Baby I ♥ U!» — 4:43
12. «The One» (Version 2) — 3:31

### Европейское и мексиканское издания
1. «I’m Gonna Be Alright» (Track Masters Remix featuring Nas) — 2:52

### Бразильское издание
1. «Jenny from the Block» (Album Version Without Rap) — 2:49

### Британское издание, содержащее бонус-диск
Дата релиза — 22 марта 2004
1. «I’m Gonna Be Alright» (Track Masters Remix featuring Nas) — 2:52

#### Бонус-диск
1. «Jenny from the Block» (Seismic Crew’s Latin Disco Trip) — 6:41
2. «All I Have» (Ignorants Mix featuring LL Cool J) — 4:03
3. «I’m Glad» (Paul Oakenfold Perfecto Remix) — 5:47
4. «The One» (Bastone & Burnz Club Mix) — 7:40
5. «Baby I ♥ U!» (R. Kelly Remix) — 4:11

## Список семплов
- «Still» содержит элементы композиции «Set Me Free» соул-певца 70-х Тедди Пендерграсса
- «Loving You» содержит семпл из композиций «Juicy Fruit» Mtume и «Never Give Up on a Good Thing» Джорджа Бенсона
- «I’m Glad» содержит семпл из композиции «P.S.K. What Does It Mean?» Скулли Ди
- «The One» содержит интерполяцию из композиции «You Are Everything» The Stylistics
- «All I Have» содержит семпл из композиции «Very Special» Дебры Лоуз
- «Jenny from the Block» содержит интерполяцию из композиции «Hi-Jack» Enoch Light and the Light Brigade, фрагмент композиции «South Bronx» Boogie Down Productions и фрагмент композиции «Heaven and Hell Is on Earth» 20th Century Steel Band
- «Baby I ♥ U!» содержит интерполяцию из композиции «Midnight Cowboy» Джона Барри

## Видео
- Видеоряд к «I’m Glad» практически полностью заимствован из видеоклипа Айрин Кара «Flashdance… What a Feeling».